# Psalm 33

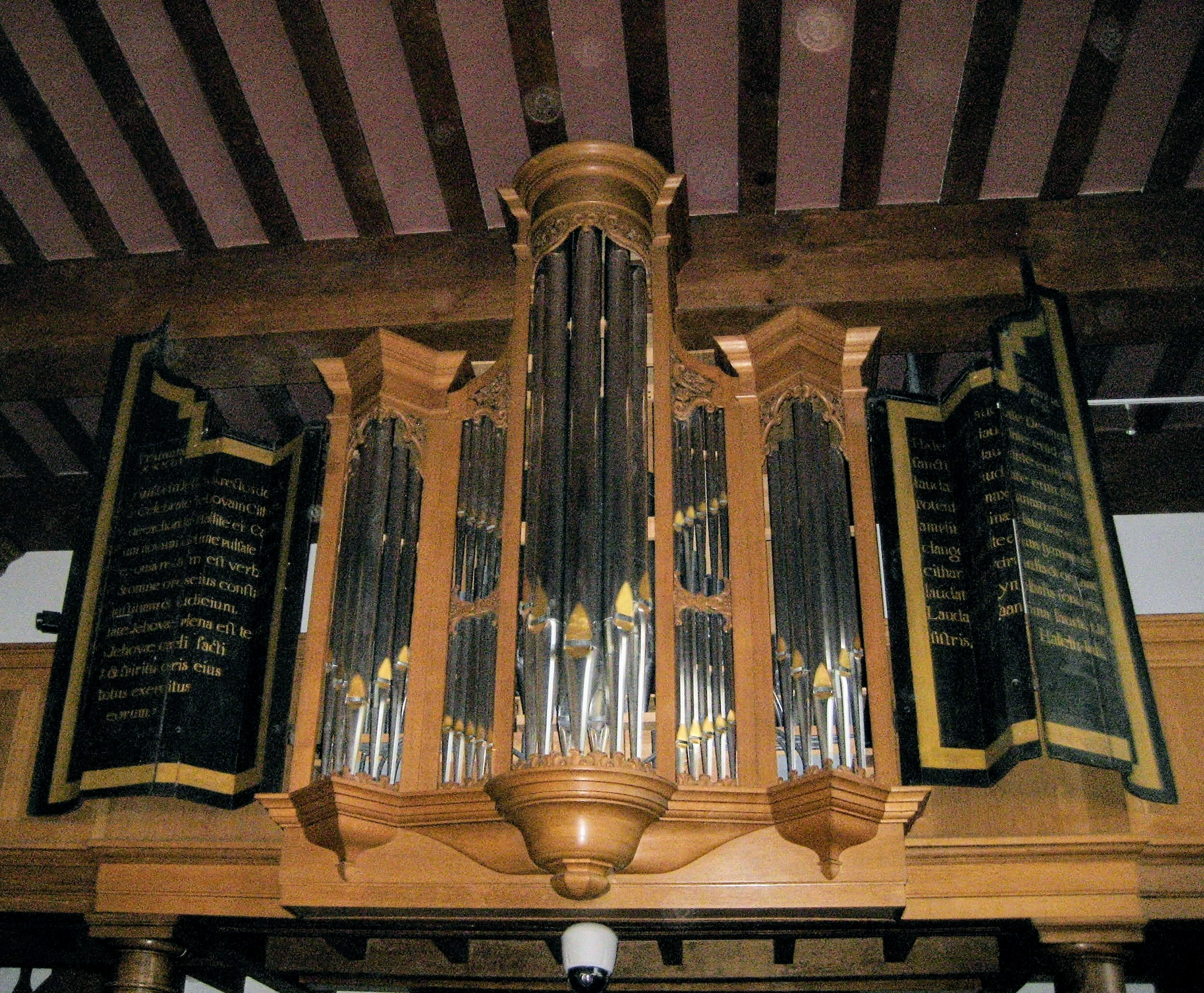
Orgel des Akademiegebäudes der Universität Leiden mit dem Text von Psalm 33

Der 33. Psalm (nach der griechischen Zählung der 32.) ist ein Psalm aus dem ersten Buch des Psalters.

## Gliederung
- V. 1–3: Einleitung, Aufruf zum Lobpreis
- V. 4–12: Gott als Herrscher und Schöpfer
- V. 13–19: Gott als Richter und Retter
- V. 20–22: Abschluss

## Gattung und Inhalt
Psalm 33 ist ein Danklied des Volkes. Auffällig ist das Fehlen einer Psalmenüberschrift im ursprünglichen hebräischen Text. Die Zurechnung dieses Psalms zu den Davidpsalmen erfolgt daher aufgrund der Anfangsbemerkung in Septuaginta und Vulgata sowie der Tatsache, dass Psalm 33 anscheinend eine Fortsetzung von Psalm 32 darstellt.
Im ersten Teil (Verse 4–12 ) wird JHWH als der wahrhaftig und in der Schöpfung wirksam Handelnde besungen. In den Versen 13–19 , die den zweiten Teil des Psalms bilden, steht JHWHs Handeln den Menschen gegenüber im Vordergrund. Dem steht im Vers 21  die Antwort des Menschen gegenüber, dass sich unser Herz seiner freut, „und wir trauen auf seinen heiligen Namen“.

## Rezeption

### Judentum
Der Psalm 33 wird neben weiteren Psalmen im aschkenasischen wie im sephardischen Morgengebet (Schacharit) des Schabbat und des Feiertages (Psuke desimra) gebetet.

### Christentum
Im christlichen Morgengebet (Laudes) kann der Psalm 33 am Dienstag der ersten Woche eines Vierwochenpsalters gebetet werden.
Heinrich Schütz vertonte den Psalm 33 als Teil des Becker-Psalters (Freut euch des Herrn, ihr Christen all, SWV 130).
Die 1997 bis 1998 durch die Orgelbaufirma Flentrop Orgelbouw aus Zaandam erneuerte Orgel des Akademiegebäudes der Universität Leiden trägt an ihrem Prospekt eine Tafel, auf der die Psalmen 33 und 90 wiedergegeben werden.